# Valea lui Mihai
Valea lui Mihai, in passato Mihaifalău (in ungherese Érmihályfalva, in tedesco Michaelsdorf) è una città della Romania di 10 627 abitanti, ubicata nel distretto di Bihor, nella regione storica della Transilvania. È al confine con l'Ungheria.